# Kraftwerkskomplex Tucumán
Der Kraftwerkskomplex Tucumán (spanisch Complejo (de) Generación Tucumán) befindet sich in der Provinz Tucumán, Argentinien, ca. 20 km südlich der Stadt San Miguel de Tucumán. Er besteht aus drei GuD-Kraftwerken. Mit Stand Juni 2023 beträgt die installierte Leistung 1302 MW. Der Kraftwerkskomplex ist im Besitz von YPF Luz und wird auch von YPF Luz betrieben.

## Kraftwerke
YPF Luz gibt als installierte Leistung des Kraftwerkskomplexes 1302 MW an, die sich aus der installierten Leistung des Kraftwerks Tucumán (447 MW), des Kraftwerk San Miguel de Tucumán (382 MW) und des Kraftwerks El Bracho (473 MW) zusammensetzt. Der Komplex benötigt 6 Mio. m³ Erdgas am Tag.

### Kraftwerk Tucumán
Das Kraftwerk Tucumán (spanisch Central Térmica Tucumán) nahm den Betrieb im Jahr 1998 auf; die Erweiterung zum GuD-Kraftwerk erfolgte bis 1999. Es besteht gegenwärtig aus einem GuD-Block mit einer installierten Leistung von 447 MW. Die folgende Tabelle gibt einen Überblick:
| Block | GT/DT | Max. Leistung (MW) | Betriebsbeginn | Turbine | Generator | Dampfkessel | Status     |
| ----- | ----- | ------------------ | -------------- | ------- | --------- | ----------- | ---------- |
| 1     | GT    | 144                | 1998           |         |           |             | in Betrieb |
| 1     | GT    | 144                | 1998           |         |           |             | in Betrieb |
| 1     | DT    | 150                | August 1999    |         |           |             | in Betrieb |

Der Block besteht aus zwei Gasturbinen sowie einer nachgeschalteten Dampfturbine. An die Gasturbinen ist jeweils ein Abhitzedampferzeuger angeschlossen; die Abhitzedampferzeuger versorgen dann die Dampfturbine.

### Kraftwerk San Miguel de Tucumán
Das Kraftwerk San Miguel de Tucumán (spanisch Central Térmica San Miguel de Tucumán) nahm den Betrieb im Jahr 1995 auf; die Erweiterung zum GuD-Kraftwerk erfolgte bis 2002. Es besteht gegenwärtig aus einem GuD-Block mit einer installierten Leistung von 382 MW. Die folgende Tabelle gibt einen Überblick:
| Block | GT/DT | Max. Leistung (MW) | Betriebsbeginn    | Turbine | Generator | Dampfkessel | Status     |
| ----- | ----- | ------------------ | ----------------- | ------- | --------- | ----------- | ---------- |
| 1     | GT    | 123                | 1995              | GE      | GE        | CMI         | in Betrieb |
| 1     | GT    | 123                | 31. Dezember 2001 | GE      | GE        | CMI         | in Betrieb |
| 1     | DT    | 150                | Februar 2002      | Alstom  | Alstom    |             | in Betrieb |

Der Block besteht aus zwei Gasturbinen sowie einer nachgeschalteten Dampfturbine. An die Gasturbinen ist jeweils ein Abhitzedampferzeuger angeschlossen; die Abhitzedampferzeuger versorgen dann die Dampfturbine.
Der Auftragswert für die Erweiterung des Kraftwerks durch ABB Alstom Power zum GuD-Kraftwerk wird mit 135 Mio. € angegeben.

### Kraftwerk El Bracho
Das Kraftwerk El Bracho (spanisch Central Térmica El Bracho) nahm den Betrieb im Januar 2018 auf. Es besteht gegenwärtig aus einem GuD-Block mit einer installierten Leistung von 473 MW. Die folgende Tabelle gibt einen Überblick:
| Block | GT/DT | Max. Leistung (MW) | Betriebsbeginn | Turbine | Generator | Dampfkessel | Status     |
| ----- | ----- | ------------------ | -------------- | ------- | --------- | ----------- | ---------- |
| 1     | GT    | 274                | 27.01.2018     | GE      | GE        |             | in Betrieb |
| 1     | DT    | 199                | 23.10.2020     | GE      | GE        |             | in Betrieb |

Der Block besteht aus einer Gasturbine sowie einer nachgeschalteten Dampfturbine. An die Gasturbine ist ein Abhitzedampferzeuger angeschlossen; der Abhitzedampferzeuger versorgt dann die Dampfturbine. Die Leistung der Gasturbine vom Typ GE 9F.04 wird mit 261 (bzw. 267 270 oder 274) MW angegeben.
Das Kraftwerk benötigt 1,7 (bzw. 1,8) Mio. m³ Erdgas am Tag. Die Kosten für die Errichtung des Kraftwerks werden mit 460 Mio. USD angegeben; davon entfallen 160 (bzw. 170) Mio. USD auf die Gasturbine sowie 300 Mio. USD auf die Dampfturbine und die Erweiterung zum GuD-Kraftwerk.
Der erzeugte Strom wird gemäß einem Power Purchase Agreement (PPA) für 10 Jahre an die staatliche Compañía Administradora del Mercado Mayorista Eléctrico SA (CAMMESA) verkauft.
Die Gasturbine wurde am 27. Januar 2018 in Betrieb genommen; die Dampfturbine nahm den Betrieb am 23. Oktober 2020 auf, weniger als vier Monate hinter dem geplanten Zeitpunkt. Durch den Untergang der Grande America im März 2019 wurde die Inbetriebnahme der Dampfturbine verzögert, da die Grande America wichtige Ausrüstungsteile für die Dampfturbine an Bord hatte, darunter den Rotor der Dampfturbine. Der Ersatz für die verlorenen Teile wurde mit vier Flügen einer Antonow An-124 nach San Miguel de Tucumán gebracht.

## Sonstiges
In der Schaltanlage wird die Generatorspannung mittels Leistungstransformatoren auf 500 kV hochgespannt und ins argentinische Stromnetz abgeführt.